# Jan Wahlman

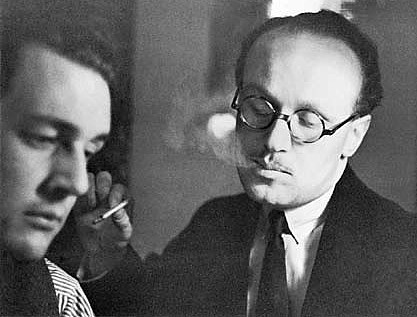
Jan Wahlman (t.v.) med Holger Blom, 1930-tal.

Jan Israel Wahlman, född 10 maj 1906 i Stockholm, död 6 januari 1991 i Stockholm, var en svensk arkitekt. Han var son till arkitekten Lars Israel Wahlman.

## Liv och verk

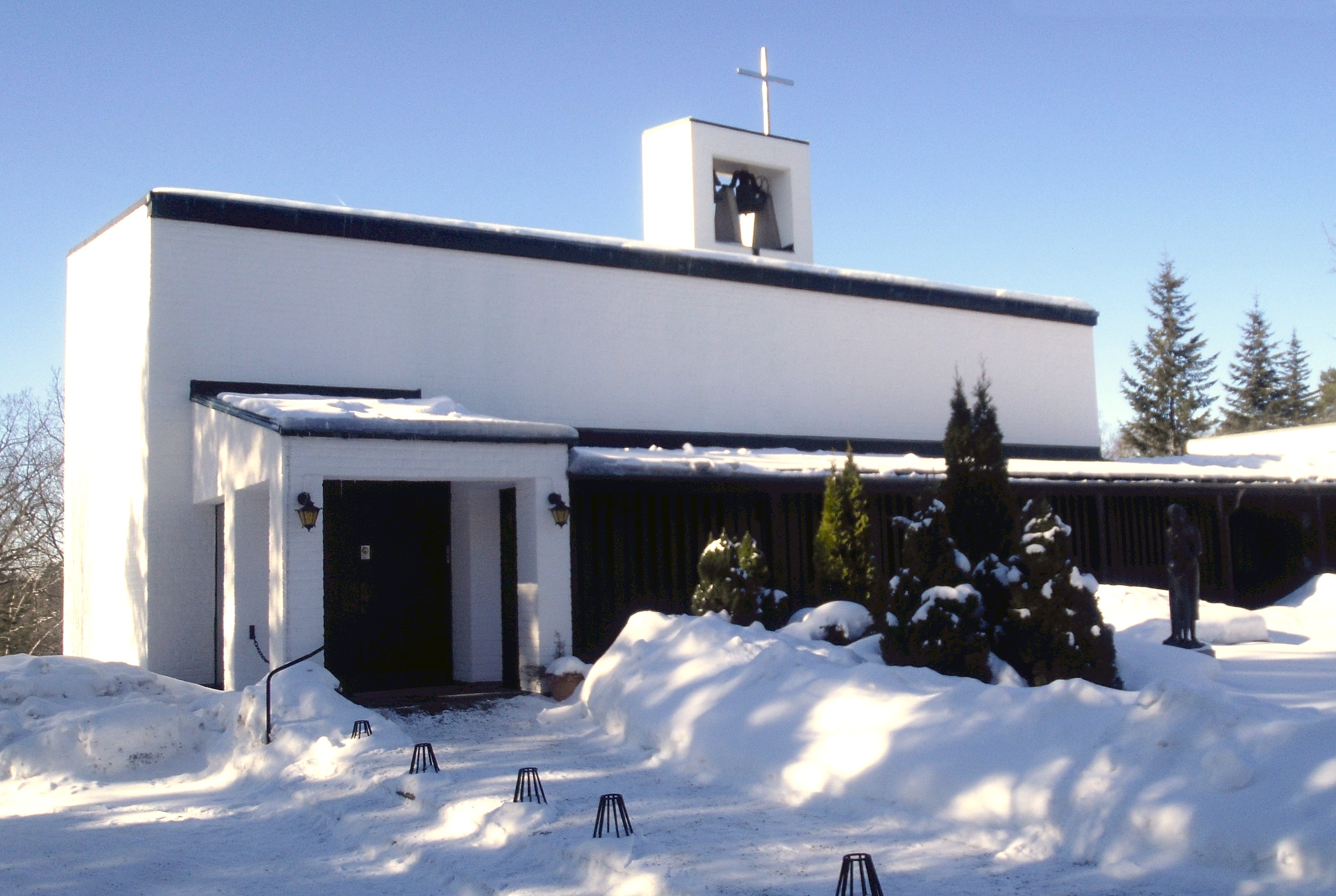
Petruskyrkan, Stocksund

Efter utbildning vid KTH 1924–1928 hade Wahlman anställningar  hos Sven Markelius 1928–1930, Eskil Sundahl 1930–1931 och på KF:s arkitektkontor från 1931. Han var extra ordinarie arkitekt i Byggnadsstyrelsens utredningsbyrå 1939–1943 och arkitekt i Stockholms stads kyrkogårdsnämnd 1943–1977. Han hade även egen verksamhet i Stockholm.
Bland hans arbeten märks skolor i Nordmaling, Tyresö och Umeå samt kommunalhuset i Nordmaling, dessutom telestationer i Gällivare, Sunne, Kalix, Hedemora och Trosa. I konkurrens med Peter Celsing fick han 1960 uppdraget att rita Petruskyrkan i Stocksund. Han ansvarade även för en rad kyrkorestaureringar, bland annat av Stefanskyrkan och  Hjorthagskyrkan i Stockholm samt Björklinge kyrka.
Jan Wahlman ritade en lång rad villor och fritidshus samt kiosker och bensinstationer. Tillsammans med arkitektkollegan Holger Blom utarbetade han 1935 typritningar för  sportstugor på Finnborgs tegelbruks gamla område. Utställningen kallades  ”Det moderna sommarhemmet”.
Wahlman är begravd på Norra begravningsplatsen utanför Stockholm. Han var son till arkitekten Lars Israel Wahlman.